# Pháo đài Winiary

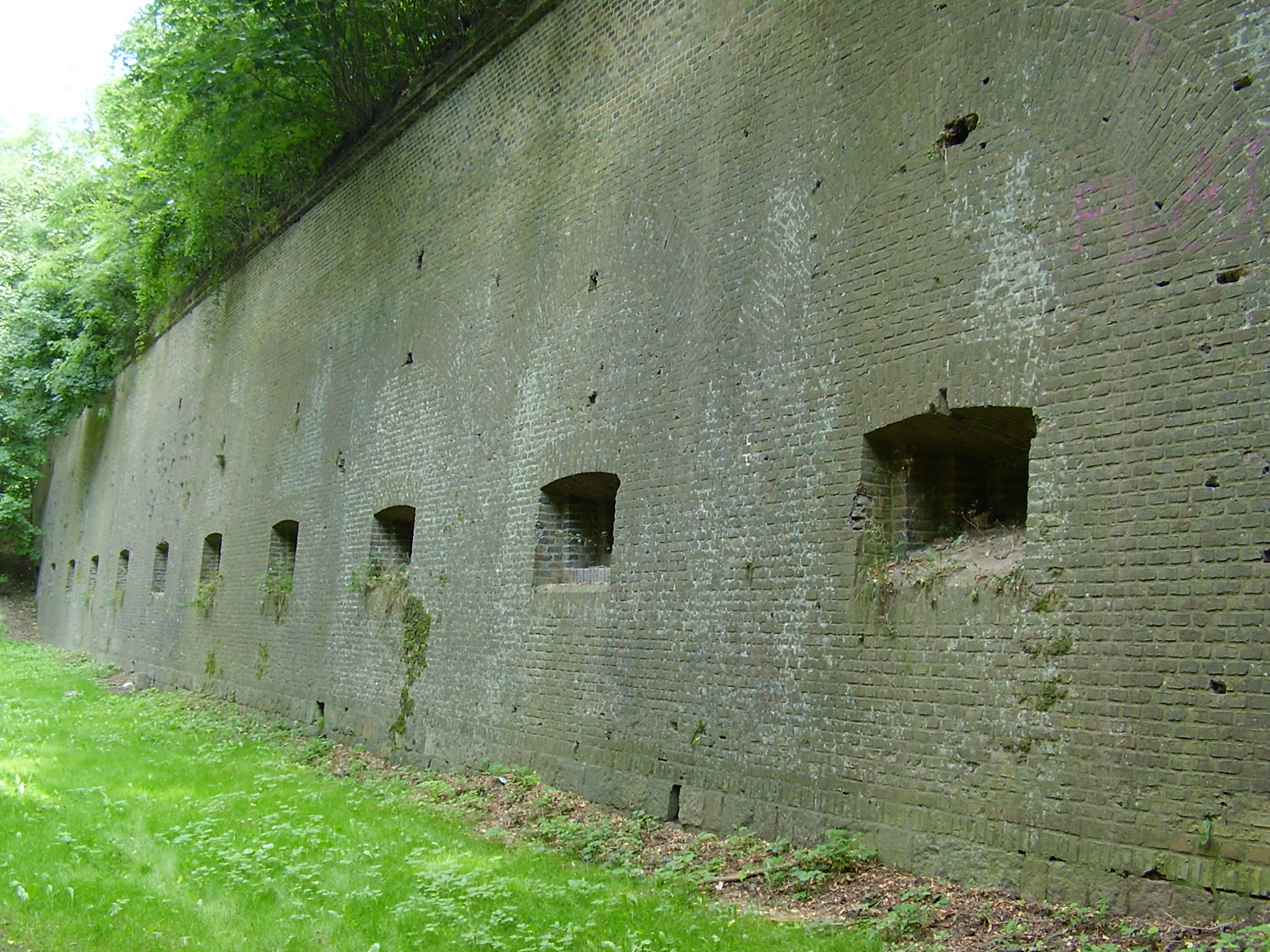
Một phần của các công sự còn lại: Ravelin I

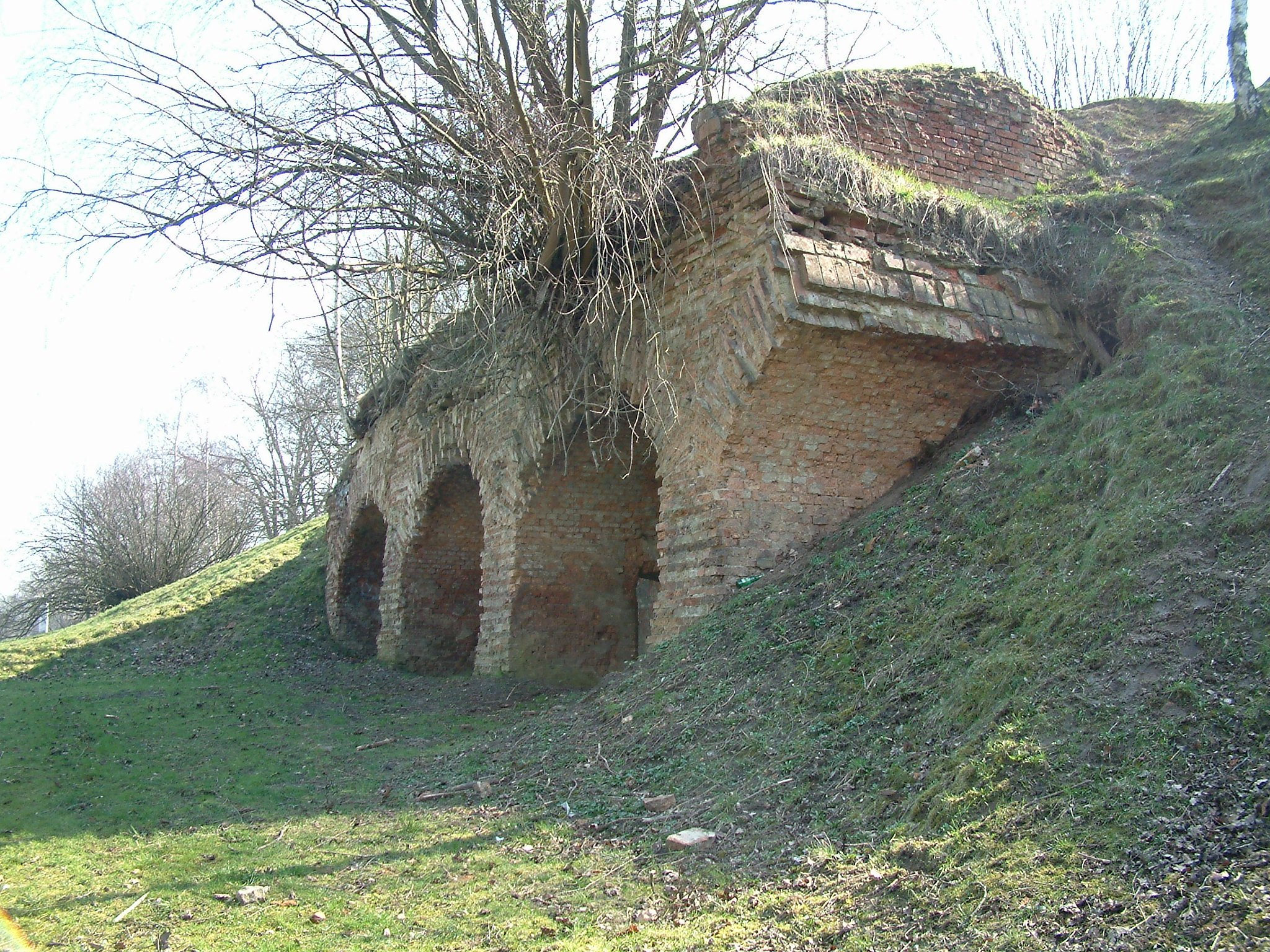
Pháo đài I

Pháo đài Winiary là một phần của Festung Posen ("Pháo đài Poznań"), một hệ thống công sự phòng thủ quanh thành phố Poznań của Ba Lan.